# Walker’s Mammals of the World
Walker’s Mammals of the World, 1964 von Ernest P. Walker als Mammals of the World begründet, ist ein englischsprachiges, populärwissenschaftliches bis wissenschaftliches Handbuch der speziellen Zoologie im Verlag der Johns-Hopkins-Universität. Es enthält Beschreibungen aller bekannten rezenten Gattungen der Säugetiere und basiert auf dem von Walker vor 1933 begonnenen Projekt Genera of Recent Mammals of the World. Die von Ronald M. Nowak überarbeitete sechste Auflage erschien 1999.

## Inhalt
Die Gattungsbeschreibungen enthalten Angaben zum wissenschaftlichen Namen und zum englischen Trivialnamen, zur Anzahl und zum Verbreitungsgebiet der Arten, zu den Körpermaßen und den Körpermerkmalen, zum Lebensraum, zur Fortbewegung, zur tageszeitlichen und jahreszeitlichen Aktivität, zur Ernährung, zur Populationsdynamik, zum Aktionsraum, zum Sozialleben, zur Fortpflanzung, zur Lebenserwartung sowie zur Beziehung zum Menschen. Wenn verfügbar, wird eine Gattungsbeschreibung durch ein Bild, möglichst ein Foto eines lebenden Tieres, ergänzt. Angaben zur Anatomie, zur Physiologie, zur Genetik, zu Laborversuchen, zur Parasitologie, zur Pathologie und zur Paläontologie werden niedriger gewichtet.
Ebenfalls sind Beschreibungen der Ordnungen und Familien enthalten. Den Beschreibungen voraus geht eine tabellarische Übersicht, in der die Verbreitung jeder Gattung nach geografischen Regionen dargestellt ist. Durch den Verzicht auf Fachsprache soll das Werk neben Fachleuten auch der Allgemeinheit verständlich sein.

## Mammals of the World (1964 bis 1975)
Ernest P. Walker verfasste die erste Auflage gemeinsam mit den Mitautoren Florence Warnick, Sybil E. Hamlet, Kenneth I. Lange, Mary A. Davis, Howard E. Uible und Patricia F. Wright. Mit einem Vorwort von Henry Fairfield Osborn, Jr. wurde das Werk 1964 unter dem Titel Mammals of the World herausgegeben. Die ersten beiden Bände umfassten zusammen 1499 Seiten. Auf 769 Seiten enthielt der einzeln erhältliche, dritte Band mit dem Untertitel A Classified Bibliography eine allgemeine Bibliografie der bis Ende 1960 veröffentlichten Säugetierliteratur.
Ein Nachdruck mit 169 Korrekturen und 7 Bildänderungen erschien 1965. Die zweite Auflage wurde von denselben Autoren verfasst und von John L. Paradiso überarbeitet. Sie erschien 1968 in zwei Bänden mit zusammen 1500 Seiten und enthielt mehr als 80 neue Fotos.
Ebenfalls 1968 begann die Arbeit an der dritten Auflage, die wieder von denselben Autoren verfasst und von John L. Paradiso überarbeitet wurde. Mit einem Vorwort von Paradiso wurde sie 1975, mehrere Jahre nach dem Tod von Ernest P. Walker, in zwei Bänden mit zusammen 1500 Seiten herausgegeben. Auf die allgemeine Bibliografie in einem dritten Band wurde verzichtet und es wurden über 270 neue Fotos hinzugefügt. Nachdrucke der dritten Auflage erschienen 1978 und 1980.

## Walker’s Mammals of the World (ab 1983)
Die vierte Auflage überarbeiteten Ronald M. Nowak und John L. Paradiso, das Vorwort schrieb E. Raymond Hall. Sie erschien 1983 unter dem Titel Walker’s Mammals of the World in zwei Bänden mit zusammen 1362 Seiten. Gegenüber der dritten Auflage nahm der Textumfang um 50 bis 60 Prozent zu und 90 Prozent der Gattungsbeschreibungen wurden wesentlich verändert. Die ursprüngliche Beschränkung jeder Beschreibung auf eine Buchseite wurde aufgegeben und es wurden etwa 350 neue Bilder verwendet. Erstmals enthielten die Gattungsbeschreibungen eine Auflistung aller Arten mit ihrem Verbreitungsgebiet. Die Systematik wurde teilweise anhand der ersten Auflage von A World List of Mammalian Species (1980) überprüft und insgesamt wurden 19 Ordnungen, 134 Familien und 1018 Gattungen mit 4154 Arten behandelt.
Die Arbeit an der fünften Auflage begann Ende 1986. Überarbeitet von Ronald M. Nowak und mit einem Vorwort von Durward L. Allen erschien sie 1991 in zwei Bänden mit zusammen 1629 Seiten. Gegenüber der vierten Auflage nahm der Textumfang um 22 Prozent zu und etwa 80 Prozent der Gattungsbeschreibungen wurden wesentlich verändert. Etwa 300 neue Bilder wurden verwendet und für etwa 100 Gattungen kamen Fotos von lebenden Tieren hinzu. Die Systematik wurde anhand der zweiten Auflage von A World List of Mammalian Species (1986) und der ersten Auflage von Mammal Species of the World (1982) überprüft. 106 neue Gattungen kamen hinzu, 8 wurden gestrichen und insgesamt wurden 21 Ordnungen, 135 Familien und 1116 Gattungen mit 4444 Arten behandelt.
Die Arbeit an der sechsten Auflage begann Mitte 1993. Erneut von Nowak überarbeitet und mit einem Vorwort von Don E. Wilson erschien sie 1999 in zwei Bänden mit zusammen 1936 Seiten. Gegenüber der fünften Auflage nahm der Textumfang um 25 Prozent zu und etwa 95 Prozent der Gattungsbeschreibungen wurden wesentlich verändert. Erstmals enthielt das Werk auch eine Einführung in die Klasse der Säugetiere. Etwa 150 neue Bilder wurden verwendet und für etwa 50 Gattungen kamen Fotos von lebenden Tieren hinzu. Die Systematik folgt weitgehend der dritten Auflage von Mammal Species of the World (1993). 81 neue Gattungen kamen hinzu, 5 wurden gestrichen und insgesamt wurden 28 Ordnungen, 146 Familien und 1192 Gattungen mit 4809 Arten behandelt.
Im Juli 2018 erschien ein weiteres Werk aus der Reihe über die Gruppen Afrotheria, Sundatheria (Spitzhörnchen und Riesengleiter), Monotremata, Marsupialia und Xenarthra. 17 neue Gattungen wurden hinzugefügt. Der Band enthält 508 Farbfotos und über 2200 neue Quellenhinweise.

## Liste der Auflagen
- Ernest P. Walker: Mammals of the World. The Johns Hopkins University Press, Baltimore/London 1965 (1499 Seiten, englisch).
- Ernest P. Walker: Mammals of the World. A Classified Bibliography. The Johns Hopkins University Press, Baltimore/London 1965, ISBN 0-8018-0652-6 (xii + 769 Seiten, englisch).
- Ernest P. Walker: Mammals of the World. 2. Auflage. The Johns Hopkins University Press, Baltimore/London 1968 (lvi + 1500 Seiten, englisch).
- Ernest P. Walker: Mammals of the World. 3. Auflage. The Johns Hopkins University Press, Baltimore/London 1975, ISBN 0-8018-1657-2 (lvi + 1500 Seiten, englisch).
- Ronald M. Nowak, John L. Paradiso: Walker’s Mammals of the World. 4. Auflage. The Johns Hopkins University Press, Baltimore/London 1983, ISBN 0-8018-2525-3 (lxxxvi + 1362 Seiten, englisch).
- Ronald M. Nowak: Walker’s Mammals of the World. 5. Auflage. The Johns Hopkins University Press, Baltimore/London 1993, ISBN 0-8018-3970-X (lxx + 1629 Seiten, englisch).
- Ronald M. Nowak: Walker’s Mammals of the World. 6. Auflage. The Johns Hopkins University Press, Baltimore/London 1999, ISBN 0-8018-5789-9 (lxxx + 1936 Seiten, englisch).
- Ronald M. Nowak: Walker’s Mammals of the World: Monotremes, Marsupials, Afrotherians, Xenarthrans, and Sundatherians. The Johns Hopkins University Press, Baltimore/London 2018, ISBN 1-4214-2467-3 (757 Seiten, englisch).